# Vasco de Contreras y Valverde
Vasco Jacinto López de Contreras y Valverde (Cusco, 1605 - † Lima, 1667) fue un sacerdote e historiador criollo que ocupó altos cargos eclesiásticos y académicos en el Virreinato del Perú. Fue rector de la Universidad de San Marcos y obispo de Popayán y Huamanga (no tomó posesión).

## Biografía
Sus padres fueron Francisco de Valverde y Montalvo, caballero de la Orden de Santiago, y Melchora Contreras de Ulloa. Efectuó sus estudios en el Seminario de San Antonio Abad. Nombrado arcediano de la iglesia diocesana de Quito. 
Volvió a su ciudad natal como maestrescuela (1641), desempeñando los cargos de examinador sinodal de Suficiencia y Lengua, y comisario subdelegado de la Santa Cruzada (1645). Promovido sucesivamente a las dignidades de deán (1649), provisor y vicario general de la diócesis (1649-1650) durante el tiempo en que su prelado efectuaba la visita eclesiástica. Le tocó afrontar las consecuencias del terremoto de 1650, instituyendo el culto al Señor de los Temblores.
Pasó a Lima, como tesorero del Cabildo Metropolitano (1652) y consultor del Santo Oficio. Electo rector de la Universidad limeña (1653), sería promovido a maestrescuela de la Catedral (1655), luego a la dignidad de obispo de Popayán (1658) y finalmente a la de Huamanga (1665), falleciendo en camino a su última sede episcopal.

## Obra
- Relación de la ciudad del Cuzco, de su fundación, descripción, vidas de los obispos, religiones y de todo lo demás perteneciente a lo eclesiástico desde el descubrimiento de este reyno hasta el tiempo presente (manuscrito de 1650).

| Predecesor: Rodrigo de Alloza y Menacho | Rector de la Universidad de San Marcos 1653 - 1654 | Sucesor: Alonso Coronado y Ulloa        |
| Predecesor: Francisco de la Serna       | Obispo de Popayán 1658 - 1664                      | Sucesor: Melchor de Liñán y Cisneros    |
| Predecesor: Cipriano de Medina y Vega   | Obispo de Huamanga 1664 - 1667                     | Sucesor: Cristóbal de Castilla y Zamora |